# Введенское (посёлок, Кетовский район)
Введенское — посёлок в Кетовском районе Курганской области. Административный центр Железнодорожного сельсовета.

## История
Посёлок возник в 1896 году в связи со строительством железнодорожного разъезда. До 1917 года входил в состав Введенской волости Курганского уезда Тобольской губернии. По данным на 1926 год разъезд железнодорожный 243 км состоял из 12 хозяйств. В административном отношении входил в состав Введенского сельсовета Курганского района Курганского округа Уральской области.

## Население
| 1989 | 2002  | 2010  |
| ---- | ----- | ----- |
| 2098 | ↗2339 | ↗2354 |

По данным переписи 1926 года на разъезде проживало 58 человек (29 мужчин и 29 женщин), в том числе: русские составляли 100 % населения.